# ليزلي إليوت
ليزلي إليوت (بالإنجليزية: Lesley Elliott)‏ هي لاعب هوكي الحقل نيوزيلندية، ولدت في 26 سبتمبر 1960.

## وصلات خارجية
- ليزلي إليوت على موقع أوليمبيديا (الإنجليزية)